# Lanfiéra (Solenzo)
Pour les articles homonymes, voir Lanfiéra.
Ne doit pas être confondu avec Lanfiéra-Koura.
Lanfièra est une localité située dans le département et la commune rurale de Solenzo de la province des Banwa dans la région de la Boucle du Mouhoun au Burkina Faso.

## Démographie
| 2003 | 2006 | 2012 |
| ---- | ---- | ---- |
| 617  | 703  | -    |